# Sam Lee
Cet article concerne l'acteur hong-kongais. Pour le joueur de rugby à XV irlandais, voir Sam Lee (rugby à XV).
Sam Lee Chan-Sam (李燦森) est un acteur et chanteur hong-kongais né le 27 septembre 1975 à Hong Kong.

## Filmographie
- 1997 : Made in Hong Kong (Xianggang zhizao), de Fruit Chan
- 1998 : Beast Cops (Yeshou xingjing), de Gordon Chan et Dante Lam
- 1998 : Young & Dangerous: The Prequel (San goo waak chai ji siu nin gik dau pin), d'Andrew Lau
- 1998 : A True Mob Story (Long zai jiang hu), de Wong Jing
- 1998 : Bio Zombie (Sang dut sau shut), de Wilson Yip
- 1998 : The Longest Summer (Hui nin yin fa dak bit doh), de Fruit Chan
- 1999 : When I Look Upon the Stars (Tian xuan di lian), de Dante Lam
- 1999 : Believe It or Not (Sin bu sin yao ni), de Wellson Chin
- 1999 : Afraid of Nothing: The Jobless King (Sat yip wong dai), de Joe Ma
- 1999 : Trust Me U Die (San giu cheung yee sang), de Billy Chung
- 1999 : The King of Debt Collecting Agent (Hak diy fung wan ji sau chuk wong), d'Ivan Lai
- 1999 : Metade Fumaca (Ban zhi yan), de Yip Kam-Hung
- 1999 : Jackie Chan à Hong Kong (Bor lei jun), de Vincent Kok
- 1999 : Gen-X Cops (Dak ging san yan lui), de Benny Chan
- 1999 : Moonlight Express (Sing yuet tung wa), de Daniel Lee
- 1999 : The Untold Story 3 (Sei yan bong ji chin lut gau sai), de Herman Yau
- 1999 : Rave Fever (Chow moot kwong hyn), d'Alan Mak
- 2000 : A Small Miracle, de Kenneth Bi (vidéo)
- 2000 : Skyline Cruisers (San tau chi saidoi), de Wilson Yip
- 2000 : A War Named Desire (Oi yue shing), d'Alan Mak
- 2000 : Bio-Cops (Sheng hua te jing zhi sang shi ren wu), de Steve Cheng
- 2000 : Gen-Y Cops (Tejing xinrenlei 2), de Benny Chan
- 2000 : Fist Power (Sang sei kuen chuk), d'Aman Chang
- 2001 : Scaremonger (Jing sheng jian jiao), d'Aman Chang et Adrian Kwan
- 2001 : Visible Secret (Youling renjian), d'Ann Hui
- 2001 : Horror Hotline... Big Head Monster (Hung biu hyn sin ji daai tau gwaai ang), de Cheang Soi
- 2001 : A Gambler's Story (Yat goh laan diy dik chuen suet), de Marco Mak
- 2001 : Final Romance (Yuen mong shu), d'Alan Mak
- 2001 : 2002, de Wilson Yip
- 2002 : U-Man (Gwaai sau hok yuen), de Cheung Chi-Sing
- 2002 : Color of Pain, de Sam Leong
- 2002 : The Monkey King (Chai tin dai sing suen ng hung) (série télévisée)
- 2002 : No Problem 2 (Mou mon tai 2), de Chin Ka-Lok
- 2002 : The Stewardess (Fai seung hung che), de Sam Leong-Tak
- 2002 : Devil Face, Angel Heart (Bin lim mai ching), de Billy Chung
- 2002 : Ping pong, de Fumihiko Sori
- 2002 : Public Toilet (Hwajangshil eodieyo?), de Fruit Chan
- 2002 : Just One Look (Yat luk che), de Yip Kam-Hung
- 2002 : Troublesome Night 17 (Aau yeung liu sap chat ji gaam fong yau gwai), de Lam Wai-Yin
- 2003 : Hak yau nyn long, d'Andrew Lau
- 2003 : I Want to Get Married (Ngo yiu git fun), de Yip Wai-Ying
- 2003 : Fate Fighter (Dou hap ji yan ding sing tin), de Steve Cheng
- 2003 : Dragon Loaded 2003 (Lung gam wai 2003), de Vincent Kok
- 2004 : Enter the Phoenix (Daai lo oi mei lai), de Stephen Fung
- 2004 : One Night in Mongkok (Wong gok hak yau), de Derek Yee
- 2004 : Super Model (Wo yao zuo model), de Vincent Kok
- 2004 : My Sweetie (Tim si si), de Patrick Kong
- 2004 : Qixuan wang yu Zhong Wu Yan, de Wenjie Pan (série télévisée)
- 2005 : Crazy N' The City (Sun gaing hup nui), de James Yuen et Lanbo Cheuk
- 2005 : Divergence (San cha kou), de Benny Chan
- 2005 : Dragon Reloaded (Lung gam wai yi dzi wang mo leung leung), de Vincent Kok
- 2005 : B420, de Mathew Tang
- 2009 : Je viens avec la pluie, de Tran Anh Hung
- 2014 : The Midnight After de Fruit Chan
- 2018 : Still Human
- 2019 : A Home with a View
- 2019 : A Witness Out of the Blue

## Récompenses
- Nomination au prix du meilleur acteur lors du Golden Horse Film Festival 1997 pour Made in Hong Kong.
- Prix du meilleur jeune espoir masculin lors des Hong Kong Film Awards 1998 pour Made in Hong Kong.
- Nomination au prix du meilleur second rôle masculin lors des Hong Kong Film Awards 1999 pour The Longest Summer.